# 北京公交608路
北京公交608路時為北京公交第七客運分公司（后第四客运分公司）運營的一條線路，前身為808路，由頤和園北宮門開往前門西。2010年7月26日前，北京公交曾有一條編號為608的線路，由單店開往四惠橋，現為595路（该线路于2016年12月26日缩短为由大郊亭桥开往石佛营西里方向，同时路号调整为138路）。
2015年7月29日，608路撤销，结束了其18年的运营历史，本线路整合原332路公交车部分路段，现正式以北京公交332路（地铁北宫门站~前门）运营。
2020年，北京公交集团兼并的原祥龙客运公司所辖运通108线（上地六街东口~苏州桥南）使用608路号。

## 歷史
1997年7月8日（一說7月18日或7月20日），今608路的前身808路開通，由北京天成出租汽車公司運營，使用車輛為裝有空調設備的丹東黃海DD6121HS型，是北京第一條空調巴士線路，來往頤和園和前門之間，途經中關村、西單，最初派車25輛，車身採用黃色塗裝且標有“公交天成專用線”字樣，司乘人員全部由下崗職工擔任。同年，北京公交又開通了數條空調巴士線路（801、802、803），8字頭也被專用於空調巴士線。，但由於這批黃海巴士的空調系統時常出現故障，808路於2001年將車型更換為北京生產且空調性能更佳的BK6100CNG型，而此前808路也已延長至四惠。
2002年4月26日，808路又一度延長至位於东风地区的石佛營，直至2006年11月縮短至前門西。
2010年11月26日，808路更改路号為608路，但首末站不變。當時608路僅餘2輛空調車，其餘全部為2008年投入運營的BK6160K型非空調巴士。
2015年5月26日，线路划转至第四客运分公司，同年7月29日撤销。

## 車站一覽
| 前門方向       | 前門方向             | 地铁北宫门站方向 | 地铁北宫门站方向     |
| 608路撤销当时  | 332路合并特4路南段后 | 608路撤销当时    | 332路合并特4路南段后 |
| -------------- | -------------------- | ---------------- | -------------------- |
| 頤和園北宮門   |                      |                  | 前门                 |
| 地鐵北宮門站   | 地鐵北宮門站         | 前門西           | 前門西               |
| 頤和園         | 頤和園               | 和平門東         | 和平門東             |
| 西苑           | 西苑                 | 宣武門東         | 宣武門東             |
|                | 颐和园路东口         | 西單路口南       | 长椿街路口西         |
| 北京大學西門   | 北京大學西門         | 西單商場         | 复兴门南             |
| 海淀橋北       | 海淀橋北             | 西四路口南       | 北京儿童医院         |
|                | 海淀路西口           | 平安里路口北     | 阜成门北             |
|                | 海淀路东口           | 新街口南         | 车公庄南             |
| 中關村西       | 中關村西             | 新開胡同         | 车公庄北             |
| 中關村南       | 中關村南             | 西直門內         |                      |
| 海淀黃莊北     | 海淀黃莊北           | 西直門外         | 西直門外             |
| 海淀黃莊南     |                      | 動物園           | 動物園               |
| 人民大学       | 人民大学             | 白石橋東         | 白石橋東             |
| 中国农业科学院 | 中国农业科学院       | 国家图书馆       | 国家图书馆           |
| 魏公村         | 魏公村               | 中央民族大學     | 中央民族大學         |
| 中央民族大学   | 中央民族大学         | 魏公村           | 魏公村               |
| 国家图书馆     | 国家图书馆           | 中國農業科學院   | 中國農業科學院       |
| 白石橋東       | 白石橋東             | 人民大學         | 人民大學             |
| 動物園         | 動物園               | 海淀黃莊北       | 海淀黃莊北           |
| 西直門外       | 西直門外             | 中關村南         | 中關村南             |
| 西直門內       | 西直門               | 中關村西         | 中關村西             |
| 新開胡同       | 车公庄北             | 海淀橋北         | 海淀橋北             |
| 新街口南       | 车公庄南             | 北京大學西門     | 北京大學西門         |
| 平安里路口北   | 阜成门北             |                  | 颐和园路东口         |
| 西四路口南     | 北京儿童医院         | 西苑             | 西苑                 |
| 西單商場       | 复兴门南             |                  | 颐和园               |
| 西單路口南     | 长椿街路口西         | 地鐵北宮門站     | 地鐵北宮門站         |
| 宣武門東       |                      |                  |                      |
| 和平門東       |                      |                  |                      |
| 前門西         |                      |                  |                      |
|                | 前门                 |                  |                      |

## 票制
本線路的前身808路開通時採取2元起價的票制，1元進價，最高票價6元，月票無效。
現時的608路仍為分段計價線路，10公里以內票價2元，每增加5公里以內加價1元，最高票價5元，使用北京市政交通一卡通打5折，学生卡2.5折。